# Nenana (fiume)
Il fiume Nenana (in inglese Nenana River) è un fiume dell'Alaska centromeridionale, negli Stati Uniti d'America. 

## Etimologia
Il primo nome in tempi moderni (fiume Cantwell) è stato assegnato nel 1887 durante l'esplorazione da parte del tenente Henry Allen della United States Army. Il nome venne dato in onore del tenente John C. Cantwell un altro esploratore. In seguito fu ripreso l'attuale nome originale dei nativi. Il nome deriva dalla parola "Nina No'" o anche "neenano'" nel linguaggio locale "Lower Tanana" (un linguaggio derivato dalla lingua "Athabascan" parlato dalle popolazioni dell'Alaska centrale).

## Percorso
Il fiume drena una zona sul versante nord della Catena dell'Alaska a sud-ovet della città di Fairbanks. Il fiume nasce dalle acque del ghiacciaio Nenana 63°29′43″N 147°48′00″W vicino al monte Deborah (a circa 160 km da Fairbanks). Al raggiungimento del confine orientale del parco nazionale del Denali si orienta verso nord e raggiunge il fiume Tanana presso la cittadina di Nenana 64°33′53″N 149°06′18″W a circa 70 km da Fairbanks.
Il percorso del fiume è parallelo per 24 km all'autostrada Denali (Denali Highway) e per 130 km all'autostrada George Parks (George Parks Highway) che collega Fairbanks e Anchorage.
Nella valle sono attivi alcuni siti archeologici del Tardo Pleistocene.

## Pesca
Nel fiume si possono trovare le seguenti specie di pesci:
- Dallia pectoralis (Alaska blackfish in inglese);
- tremolo artico (Arctic grayling);
- lampreda (Arctic lamprey);
- coregone  (Broad whitefish);
- bottatrice (Burbot);
- salmone keta (Chum salmon);
- coregoni (Humpback whitefish e Least cisco);
- salmone reale (King salmon);
- suckers (Longnose suckers);
- luccio (Northern pike);
- Prosopium cylindraceum (Round whitefish);
- salmone argentato (Silver salmon);
- Cottus cognatus (Slimy sculpin).

## Sport fluviali
Il fiume Nenana è anche molto praticato dagli appassionati di rafting, canoa e kayak. Il fiume per circa 160 km è parallelo ad alcune via di comunicazione stradale facilitandone così l'accesso. Nella parte iniziale le difficoltà oscillano tra Classe I e Classe II (secondo la scala WW - grado di difficoltà nella navigabilità dei fiumi). Tra le località Mckinley Village Lodge e Healy, lungo la gola Nenana (Nenana Gorge),  la difficoltà sale a Classe IV (molto difficile). Quindi fino a Nenana ritorna a Classe I e Classe II.

## Ponti sulla George Parks Highway
Il fiume Nenana attraversa l'autostrada George Parks nei seguenti punti:
| Miglio dell'autostrada | Località/Nome del ponte                                               | Coordinate             |
| ---------------------- | --------------------------------------------------------------------- | ---------------------- |
| 216                    | Number One Bridge (nome non ufficiale)                                | 63°27′24″N 148°48′16″W |
| 231.2                  | Incrocio Crabbie’s                                                    | 63°39′22″N 148°50′11″W |
| 238                    | A 1,1 km a nord della strada di accesso al parco nazionale del Denali | 63°44′14″N 148°53′12″W |
| 242.9                  | Moody Bridge o Windy Bridge (costruito a 174 metri sopra il fiume)    | 63°48′09″N 148°56′00″W |
| 275.8                  | Jack Coghill Bridge                                                   | 64°13′05″N 149°16′51″W |

Si deve aggiungere il ponte sulla Healy Spur Road a pochi chilometri a est di Healy 63°51′15″N 148°57′21″W.

## Alcune immagini del fiume

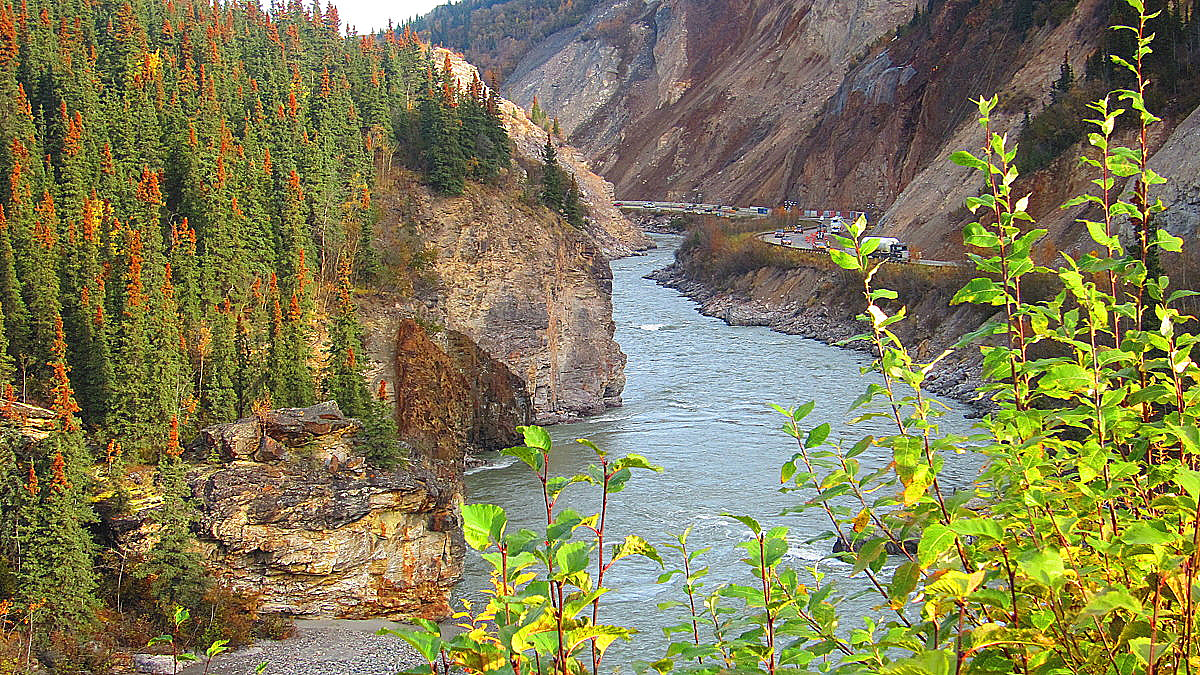
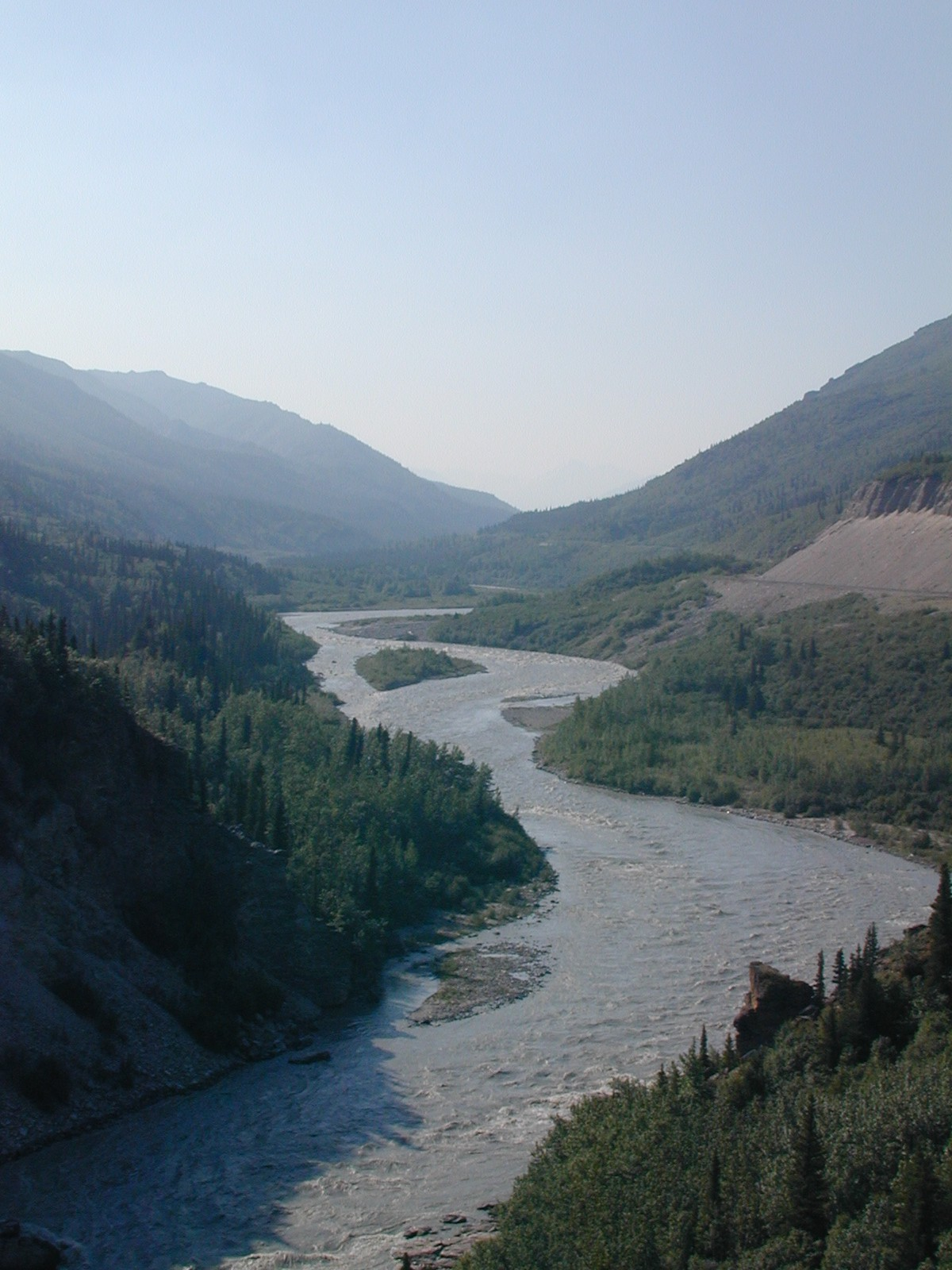
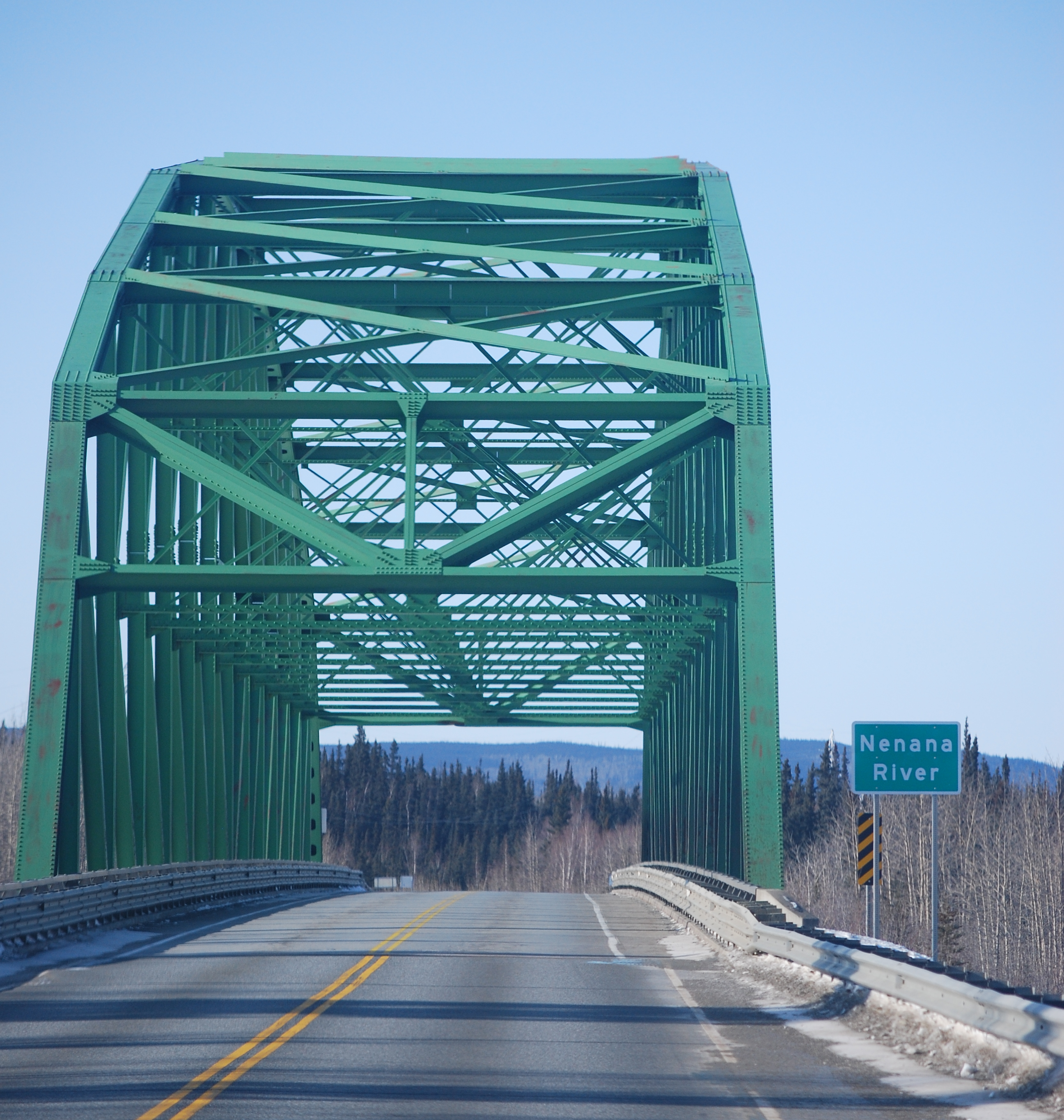
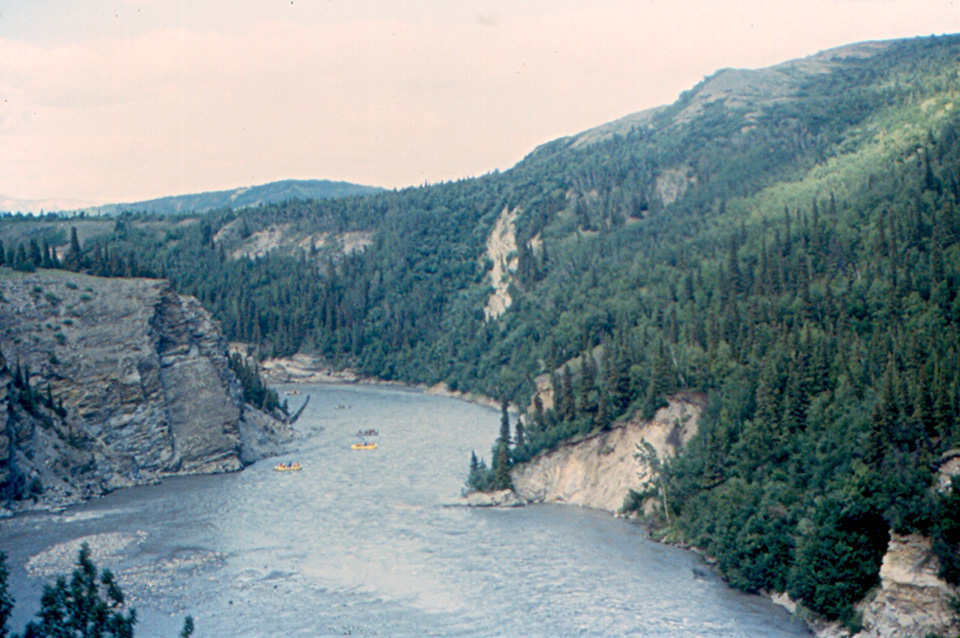
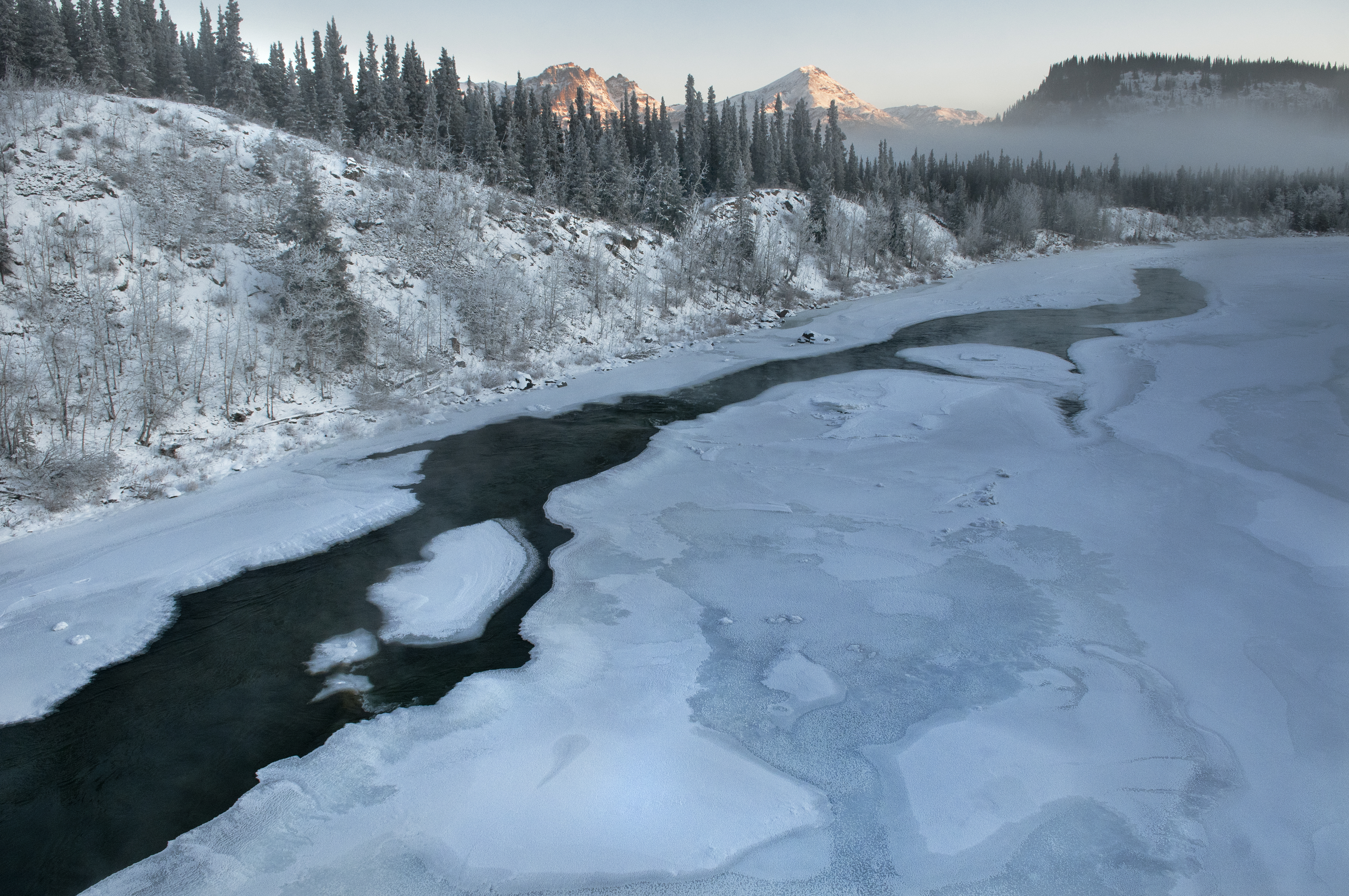
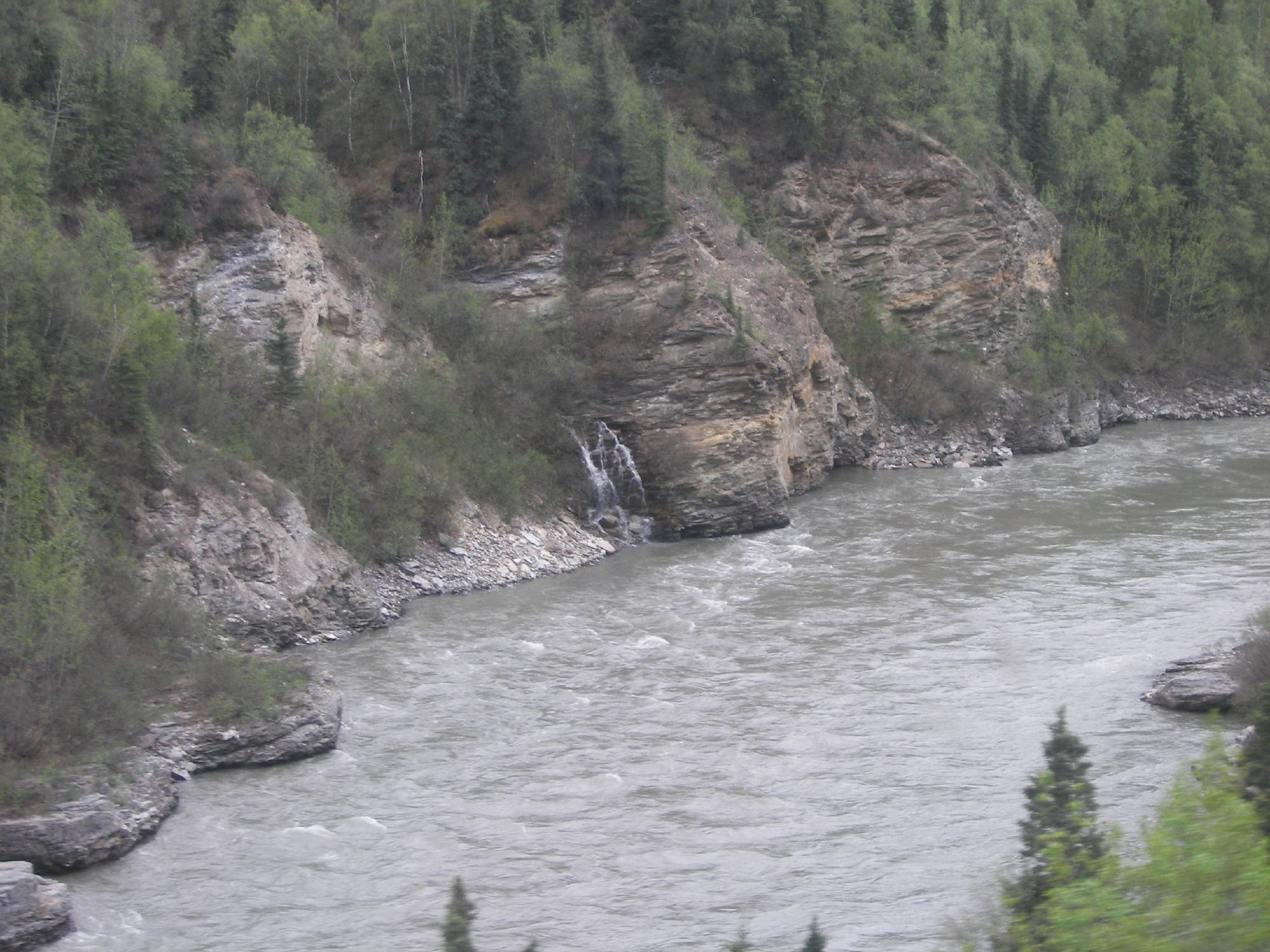
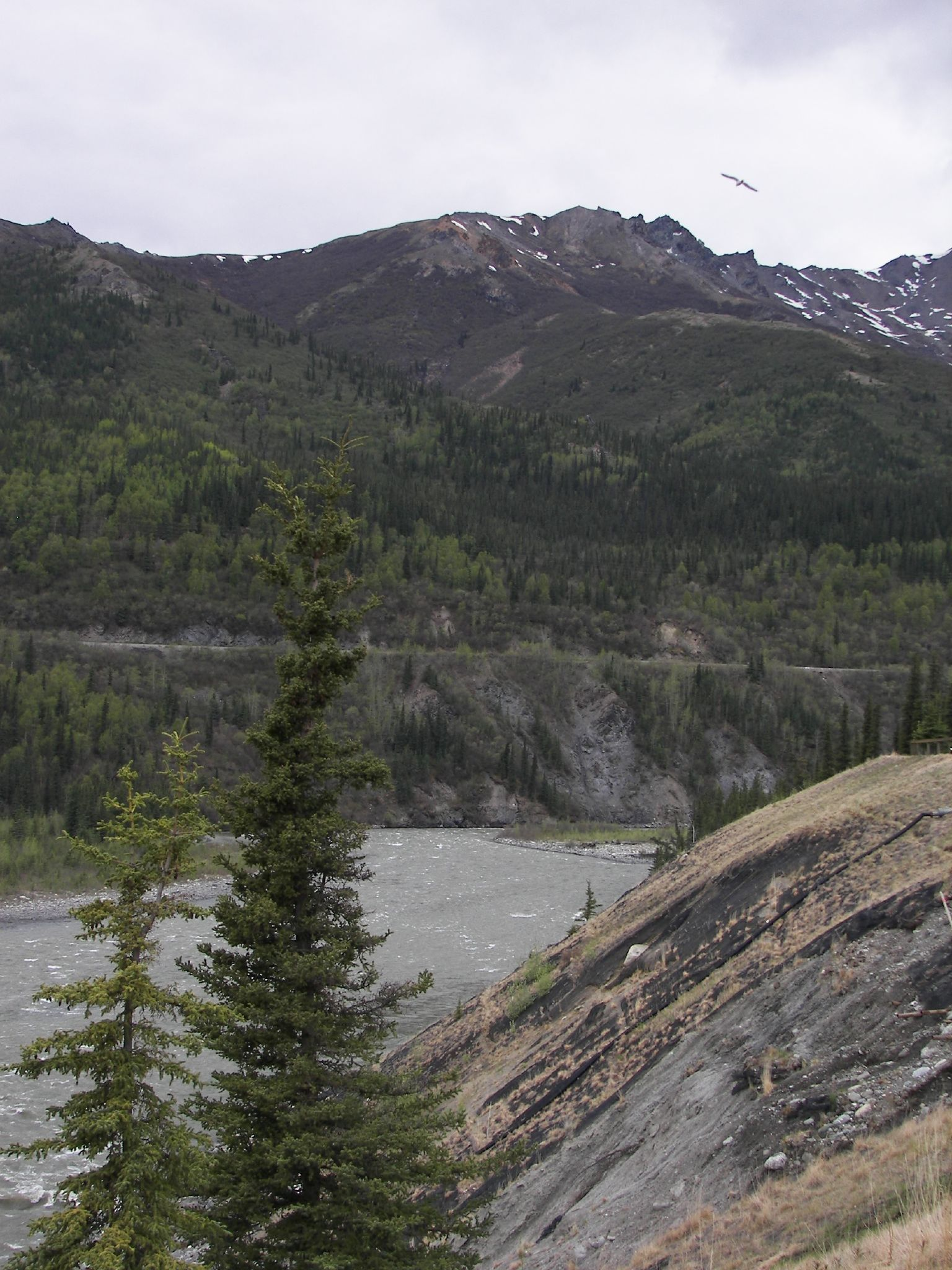
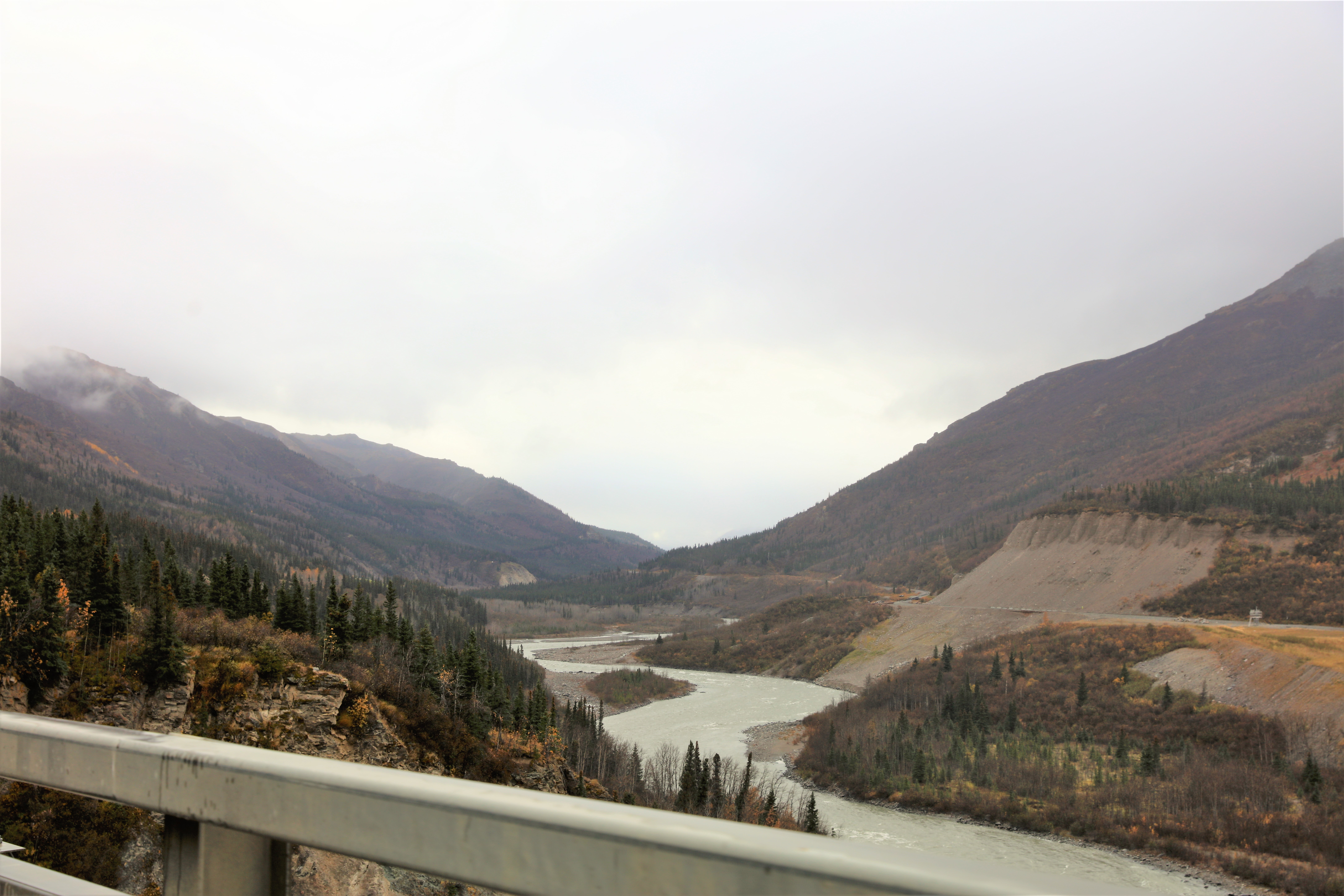
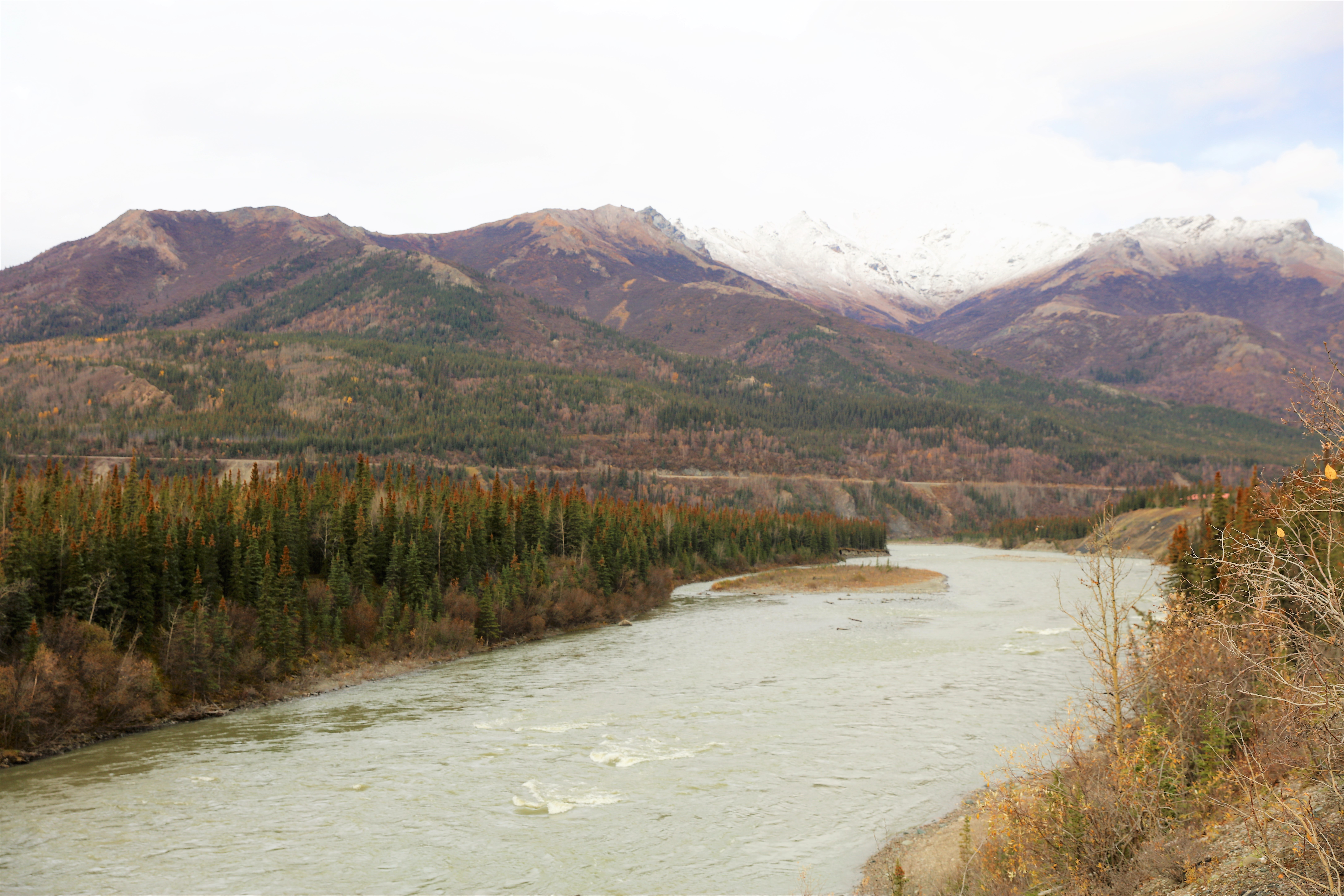
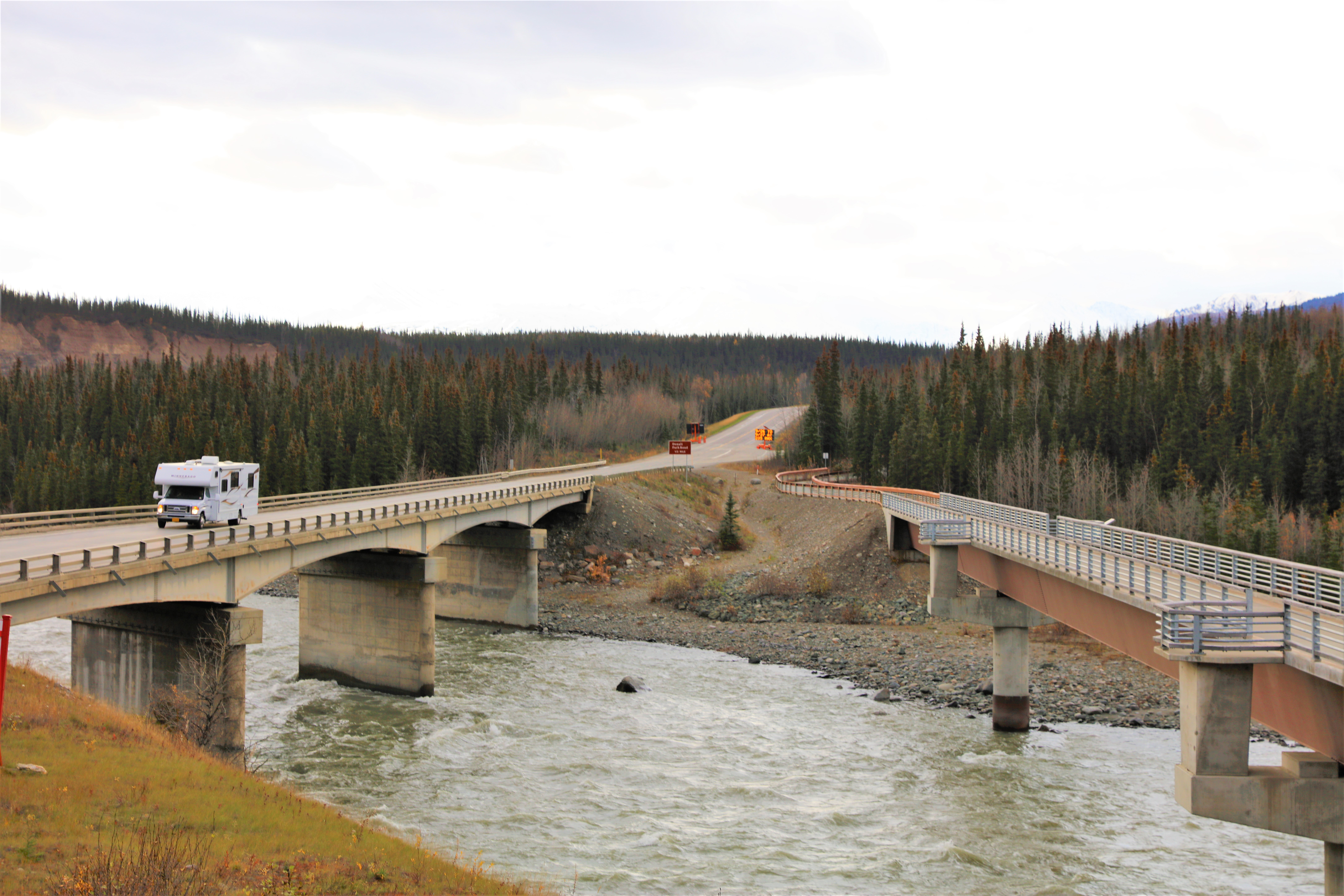